# フォレスタル級航空母艦
フォレスタル級航空母艦（フォレスタルきゅうこうくうぼかん、英語: Forrestal-class aircraft carrier）は、アメリカ海軍の航空母艦の艦級。同海軍が第二次世界大戦後初めて計画・建造した大型空母であり、アングルド・デッキなどの新機軸を盛り込んだ超大型空母の端緒として、以後の米大型空母の規範となった。
基本計画番号は、ネームシップはSCB-80、2～4番艦はSCB-80M。建造費は、ネームシップでは1億8,890万ドル、4番艦では2億2,530万ドルであった。

## 来歴
第二次世界大戦において、アメリカ海軍の艦隊空母は、艦隊決戦や戦略攻撃を含めた対地攻撃で多大な戦果を収め、対日戦の勝利に大きく貢献し、艦隊の主力艦であることを示した。一方で、実戦経験を通じて改善すべき点も判明したことから、1945年5月には、エセックス級・ミッドウェイ級に続く次世代の艦隊空母の検討が開始された。
当初、この計画は、ミッドウェー級よりも安価な35,000トン級の艦として検討されていた。しかし戦後には、仮想敵としての大日本帝国海軍の消滅、そして核兵器の台頭とともに大幅な方針変更を余儀なくされ、核戦略の一翼を担いうるように大型の艦上攻撃機を運用可能なCVB-X計画艦（基準排水量70,000トン）に発展した。1番艦「ユナイテッド・ステーツ」は1948年度計画で建造が開始されたが、戦略爆撃機の優位性と大型空母の非効率性を主張する陸・空軍の意向を受けて、ジョンソン国防長官は、起工後9日にして建造中止を命令した。
しかし海軍は、「ユナイテッド・ステーツ」の挫折の後でも、大型空母の建造を諦めてはいなかった。そして同艦の建造中止を巡る「提督たちの反乱」に関連して開かれた公聴会を通じて、議会でも、艦上機は陸上機に取って代わられるというよりは相補的な存在意義があることが認められており、大型空母の復活を後押しする機運が高まっていた。また1950年6月に勃発した朝鮮戦争も、大きな追い風となった。核戦争だけではなく通常兵器による地域紛争も依然として発生しうることが改めて意識され、そして空母とその航空団は再び多大な戦果を収め、その存在価値を示した。この情勢変化を受けて、エセックス級の近代化改装がいっそう推進されるとともに、大型空母の計画も復活することになった。
1952年度予算の原案には含まれていなかったが、同年10月28日にはSCB-80計画艦として大型空母1隻の建造が盛り込まれた。これによって建造されたのが「フォレスタル」である。また1953年から1955年度計画では、設計を改訂したSCB-80M計画艦として、毎年1隻ずつが建造されていった。

## 設計

### 船体

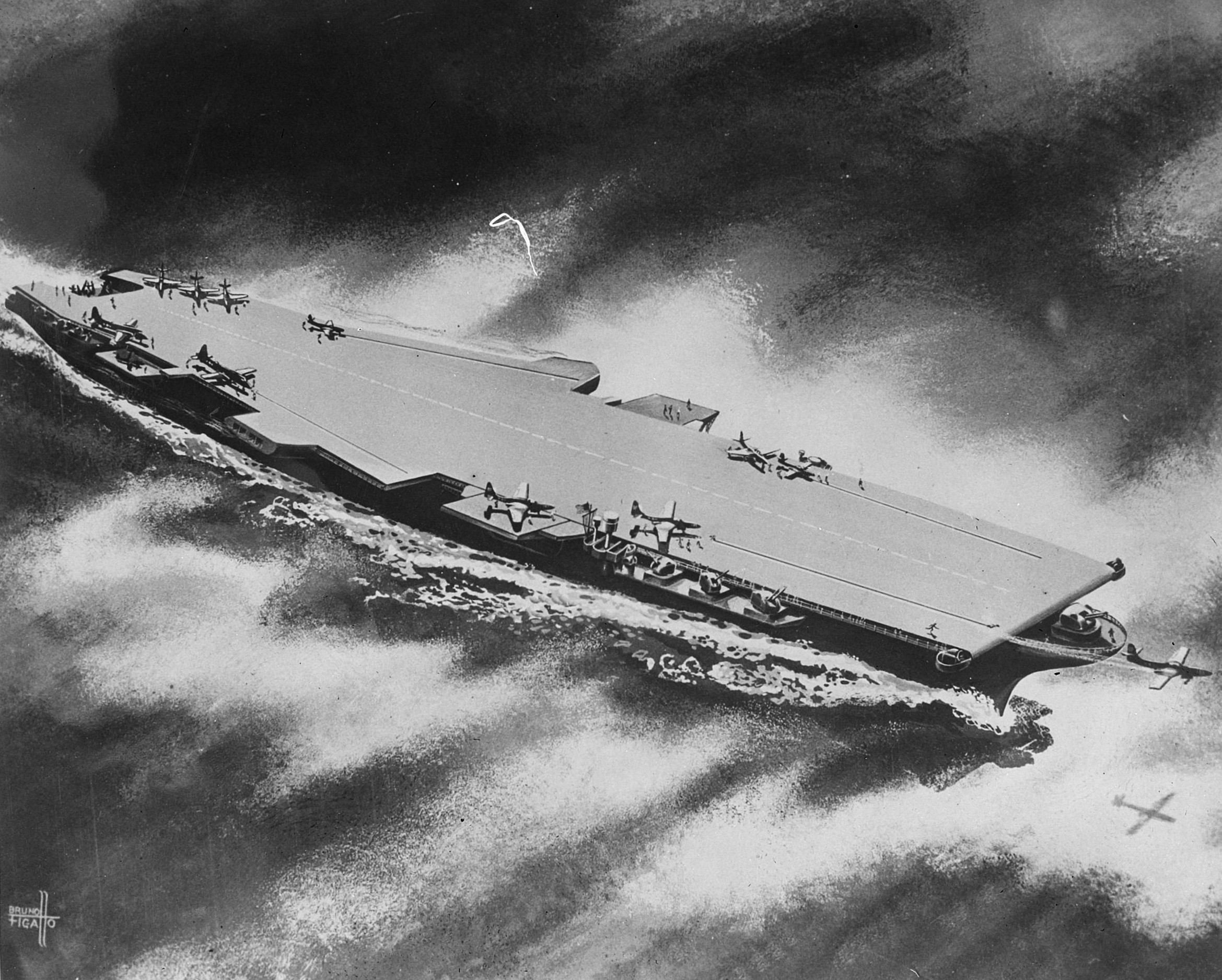
アングルド・デッキ化以前のイメージ図。

計画当初、議会で下院軍事委員会委員長を務め、海軍にも理解を示していたカール・ヴィンソン議員により、排水量6万トン以下に抑えるように示唆されていたことから、「ユナイテッド・ステーツ」をもとに縮小したような設計が検討されていた。大型爆撃機の運用時に邪魔にならないよう、艦橋構造物は小さく昇降式のものとなり、また飛行甲板は従来通りのアクシアル・デッキを基本としつつ、両舷側から前方に向けたカタパルトも設置されるなど、特異な形態になる予定とされていた。
しかしこの時期、イギリスでアングルド・デッキ（斜め着艦用飛行甲板）の開発・検討が進められており、アメリカ海軍も直ちにその情報の提供を受け、1953年1月には、艦船局（BuShips）は1955年度計画以降の空母は全てこの設計を導入することを提言した。そしてこれを受けて、同年5月4日、海軍作戦部長は、既に起工済みの艦も含めて、本級からアングルド・デッキを導入することを決定した。この結果、艦橋構造物は、従来どおりの固定式アイランドとなり、船体設計もより穏当なものになった。ネームシップでは基準排水量54,600トンと、短命だった大日本帝国海軍の「信濃」を除けば、世界最大となった。なおネームシップでは、柱形肥痩係数（Cp）は0.601、中央横裁面係数（Cm）は0.978であった。
強度甲板は飛行甲板とされており、装甲が施されている。その下には、1層のギャラリー・デッキを挟んで格納庫が設置されている。上甲板にあたる主甲板は格納甲板（格納庫の床面）とされており、飛行甲板はレベル03の天井である04甲板に相当する。主船体は、主甲板および第2－4甲板の4層の甲板で構成されており、その下方は機関区画となっている。本級では荒天時の航空運用機能の維持が重視されたことから、艦首はエンクローズされ、格納庫の密閉性を高めたものの、格納庫の高さを確保するために格納甲板（主甲板）が低くなったため、波の打ち込みが問題になった。
船体は1,200個の水密区画に区分されている。竜骨から水線まで縦通する2個の隔壁が設けられており、また横隔壁はおよそ10メートルおきに設けられている。ただしミッドウェー級では防御面から機関区画を極端に細分化していたのに対し、本級では機械室と缶室を分離せず、主機と缶2基を1組として4区画に分け、これらを前後に分離して、この間に補機区画を設けている。船底は二重底、水線下の舷側は中央部で片舷5層の防御区画を構成している。
なお、ブルックリン橋の下を通過する場合に備えて、マストは艦橋構造物の左舷側面に設置されており、必要に応じて飛行甲板上に横倒しにすることができる。

### 機関
本級では、バブコック・アンド・ウィルコックス式のボイラーが8缶搭載されて、蒸気タービンによって4軸の推進器を駆動している。ネームシップでは、外側の推進器2軸は5翼式、内側の推進器2軸は4翼式であった。また舵は3枚が設置された。
SCB-80計画による「フォレスタル」は戦時急造に準じた手法で設計されており、特殊素材の使用量を抑制するため、蒸気性状は大戦世代と同様の圧力600 lbf/in2 (42 kgf/cm2)、温度850 °F (454 °C)とされた。
機関出力は260,000軸馬力となった。海上公試では、出力251,460馬力で32.88ノットを発揮した。一方、SCB-80M計画による3隻ではこの制限は撤廃され、蒸気性状は戦後世代で標準的な圧力1,200 lbf/in2 (84 kgf/cm2)、温度950 °F (510 °C)とされた結果、機関出力は280,000馬力となった。
電源としては、タービン発電機（SSTG）としては出力1,500キロワットのものを8基（後に600キロワットのもの2基を追加）、ディーゼル発電機としては出力1,000キロワットのものを3基搭載した。

## 能力

### 航空運用機能
上記の経緯により、本級の飛行甲板はアングルド・デッキ化された。この結果、戦後の「空母の三種の神器すなわちアングルド・デッキ、蒸気式カタパルト、ミラー着艦支援装置を備えて竣工した初のアメリカ空母となった。

#### 発着艦設備
全通飛行甲板は長さ310.3メートル×幅72.2メートルであった。カタパルトは、当初計画では従来どおりの油圧式が予定されていたが、設計途上で蒸気式に変更された。1・2番艦ではC-7（75メートル長）2基とC-11（65メートル長）を2基設置したが、後者はイギリス製のBXS-1を導入したものであった。また3・4番艦では4基ともC-7とされた。これらの4基のカタパルトにより、60秒ごとに8機までの航空機を発艦させることができた。下記のSLEP改修の際に、4基ともより強力なC-13に更新・統一することも計画されたが、これは実現しなかった。
着艦帯には8度の角度が付されている。アレスティング・ギアとしては、竣工時はMk.7制動索の6索型を備えていたが、後に4索型に変更した。
上記の通り、本級では荒天時の航空運用機能の維持が重視された。艦型の大きさとエンクローズされた艦首などの設計により、ノルウェー海や台湾海峡などの想定作戦海域において、海況が厳しくとも、1年のうち96パーセント（345日間）は航空作戦を実施可能と見積もられた。

#### 格納・補給
格納庫の床面積は長さ225.6メートル×幅30.8メートルで、クリアランスは7.62メートルであった。搭載機として、初期には艦上戦闘機としてF3H、艦上攻撃機としてA3Dが想定されていた。
格納庫と飛行甲板を連絡するエレベーターは、全て舷側配置となった。これはアメリカ空母としては初の設計であり、以後の大型空母全てで踏襲されることになった。15.95×18.9メートル大のものが4基（左舷側1基、右舷側艦橋前に1基、艦橋後方に2基）設置されている。ただし設計がある程度進捗してからアングルド・デッキ化されたこともあり、着艦機があると左舷側のエレベーターが使えなくなる、艦橋前のエレベーターだけでは着艦機の処理が追いつかないなどの問題があり、後の艦級では改正が図られることになった。
航空機用の補給品として、ネームシップでは、航空用ガソリン (Avgas) 750,000米ガロン (2,800,000 L)、弾薬1,650トンを搭載できた。またその後、艦の行動用燃料タンクの一部をジェット燃料用に転用して、非公式に計7,800トンという数値が示された。レシプロエンジン搭載機の運用が終了して航空用ガソリンを搭載する必要がなくなったあとでは、航空燃料の搭載量として5,880トンという数字が示されている。

### 個艦戦闘機能
艦砲として、竣工時には54口径127mm単装速射砲（Mk.42 5インチ砲）8基を備えていた。砲射撃指揮装置としては、Mk.69を2基とGUNARを4基備えていたが、Mk.69は不満足であり、後にMk.56 砲射撃指揮装置に換装された。更にMk.68 砲射撃指揮装置への換装も検討されたが、こちらは実現しなかった。
これらの砲はいずれも両舷に張り出したスポンソン上に設置されていたが、特に前部両舷のスポンソンについては、荒天時の航洋性への悪影響が指摘されていた。1961年、「サラトガ」が火災事故からの復旧工事の際にこの前部両舷のスポンソンを撤去したのを皮切りに、順次に撤去が進められた。ただし「レンジャー」のみ、砲は撤去したもののスポンソンは残されたが、これは同艦が比較的海況が穏やかな太平洋側に配備されていたためとする資料もある。
その後、1967年の「フォレスタル」を皮切りにシースパローBPDMS（個艦防空ミサイル）の装備が始まると、後部両舷のスポンソン上に設置された砲も順次に撤去されていき、1977年の「レンジャー」を最後に装備を終了した。また1980年代の耐用年数延伸計画 (SLEP) の際にシースパローを改良型のIBPDMS（Mk.29発射機）に更新するとともに、ファランクスCIWSも搭載された。
レーダーとしては、竣工時は高角測定用のAN/SPS-8と対空捜索用のAN/SPS-12を備えており、後に高角測定レーダーはAN/SPS-30、対空捜索レーダーはAN/SPS-29/37A/43Aに更新された。そしてSLEP改修の際に、高角測定レーダーのかわりに3次元式のAN/SPS-48Cが搭載され、対空捜索レーダーもAN/SPS-49に更新された。「レンジャー」のみSLEP工事を受けなかったものの、ほぼ同内容の改修を受けており、またMk.23 TAS低空警戒レーダーも搭載した。
なお、本級のうち3隻は一時的にレギュラス巡航ミサイルを搭載したが、同ミサイルそのものの運用終了に伴い、短期間の装備に終わった。

## 諸元表

### 兵装・電装要目
|          | 竣工時                    | 最終状態                       |
| -------- | ------------------------- | ------------------------------ |
| 兵装     | 54口径127mm単装速射砲×8基 | ファランクスCIWS×3基           |
| 兵装     | 54口径127mm単装速射砲×8基 | シースパロー8連装発射機×2～3基 |
| レーダー | AN/SPS-8 高角測定用       | AN/SPS-48C 3次元式             |
| レーダー | AN/SPS-12 対空捜索用      | AN/SPS-49 対空捜索用           |
| レーダー | AN/SPS-10 対水上捜索用    | AN/SPS-67 対水上捜索用         |

### 歴代超大型航空母艦の比較
|              |                 | CVN フォード級                          | CVN ニミッツ級                   | CVN エンタープライズ (最終状態)  | CV キティホーク級 (最終状態)     | CV フォレスタル級 (最終状態)     |     |
| ------------ | --------------- | --------------------------------------- | -------------------------------- | -------------------------------- | -------------------------------- | -------------------------------- | --- |
| 船体         | 満載排水量      | 101,605 t                               | 91,400 - 102,000 t               | 83,350 t                         | 75,200 t - 83,000 t              | 75,900 t - 76,000 t              |     |
| 船体         | 全長            | 332.8 m                                 | 332.0 m                          | 341.3 m                          | 319.3 m - 326.9 m                | 316.7 m - 319.0 m                |     |
| 船体         | 水線幅 / 最大幅 | 41.8 m / 78 m                           | 40.8 m / 76.8 m                  | 38.5 m / 78.3 m                  | 39.6 m / 76.8 m                  | 38.5 m / 76.8 m                  |     |
| 機関         | 方式            | 原子炉 + 蒸気タービン                   | 原子炉 + 蒸気タービン            | 原子炉 + 蒸気タービン            | ボイラー + 蒸気タービン          | ボイラー + 蒸気タービン          |     |
| 機関         | 出力            | 280,000 hp                              | 280,000 hp                       | 280,000 hp                       | 280,000 hp                       | 280,000 hp                       |     |
| 機関         | 速力            | 30 kt以上                               | 30 kt以上                        | 36 kt                            | 35 kt                            | 34 kt                            |     |
| 兵装         | 砲熕            | ファランクスCIWS × 2–3基                | ファランクスCIWS × 2–3基         | ファランクスCIWS × 2–3基         | ファランクスCIWS × 2–3基         | ファランクスCIWS × 2–3基         |     |
| 兵装         | ミサイル        | ESSM 8連装発射機 × 2基                  | シースパロー 8連装発射機 × 2–3基 | シースパロー 8連装発射機 × 2–3基 | シースパロー 8連装発射機 × 2–3基 | シースパロー 8連装発射機 × 2–3基 |     |
| 兵装         | ミサイル        | RAM 21連装発射機 × 2基                  | RAM 21連装発射機 × 2基           | RAM 21連装発射機 × 2基           | RAM 21連装発射機 × 2基           | ―                                |     |
| 航空運用機能 | 形式            | CATOBAR                                 | CATOBAR                          | CATOBAR                          | CATOBAR                          | CATOBAR                          |     |
| 航空運用機能 | 発艦装置        | 電磁式カタパルト × 4基                  | 蒸気式カタパルト × 4基           | 蒸気式カタパルト × 4基           | 蒸気式カタパルト × 4基           | 蒸気式カタパルト × 4基           |     |
| 航空運用機能 | JBD             | 4基                                     | 4基                              | 4基                              | 4基                              | 4基                              |     |
| 航空運用機能 | 着艦帯          | アングルド・デッキ配置                  | アングルド・デッキ配置           | アングルド・デッキ配置           | アングルド・デッキ配置           | アングルド・デッキ配置           |     |
| 航空運用機能 | 制動索          | 3索                                     | 4索                              | 4索                              | 4索                              | 4索                              |     |
| 航空運用機能 | エレベーター    | 3基                                     | 4基                              | 4基                              | 4基                              | 4基                              | 4基 |
| 航空運用機能 | 航空用ガソリン  | ―                                       | ―                                | 363 kL                           | 192 kL                           | 353 kL                           |     |
| 航空運用機能 | ジェット燃料    | 不明                                    | 10,220 kL                        | 9,382 kL                         | 4,439 kL                         | 6,955 kL                         |     |
| 航空運用機能 | 航空機用兵器    | 不明                                    | 2,970 t                          | 1,800 t                          | 1,800 t                          | 1,800 t                          |     |
| 航空運用機能 | 搭載機数        | 常時70機前後                            | 常時70機前後 / 最大90機          | 常時70機前後 / 最大90機          | 常時70機前後 / 最大90機          | 常時70機前後 / 最大90機          |     |
| 同型艦数     | 同型艦数        | 1隻 / 10隻予定 （1隻艤装中、1隻建造中） | 10隻                             | 1隻（退役）                      | 4隻（退役）                      | 4隻（退役）                      |     |

## 同型艦一覧
| 艦番号              | 艦名                                | 建造                   | 発注           | 起工            | 進水            | 就役           | 退役           |
| ------------------- | ----------------------------------- | ---------------------- | -------------- | --------------- | --------------- | -------------- | -------------- |
| CVA-59 CV-59 AVT-9  | フォレスタル USS Forrestal          | ニューポート・ニューズ | 1951年 7月12日 | 1952年 7月14日  | 1954年 12月11日 | 1955年 10月1日 | 1993年 9月11日 |
| CVB-60 CVA-60 CV-60 | サラトガ USS Saratoga               | ニューヨーク           | 1952年 7月23日 | 1952年 12月16日 | 1955年 10月8日  | 1956年 4月14日 | 1994年 8月20日 |
| CVA-61 CV-61        | レンジャー USS Ranger               | ニューポート・ニューズ | 1954年 2月1日  | 1954年 8月2日   | 1956年 9月29日  | 1957年 8月10日 | 1993年 7月10日 |
| CVA-62 CV-62        | インディペンデンス USS Independence | ニューヨーク           | 1954年 7月2日  | 1955年 7月7日   | 1958年 6月6日   | 1959年 1月10日 | 1998年 9月30日 |

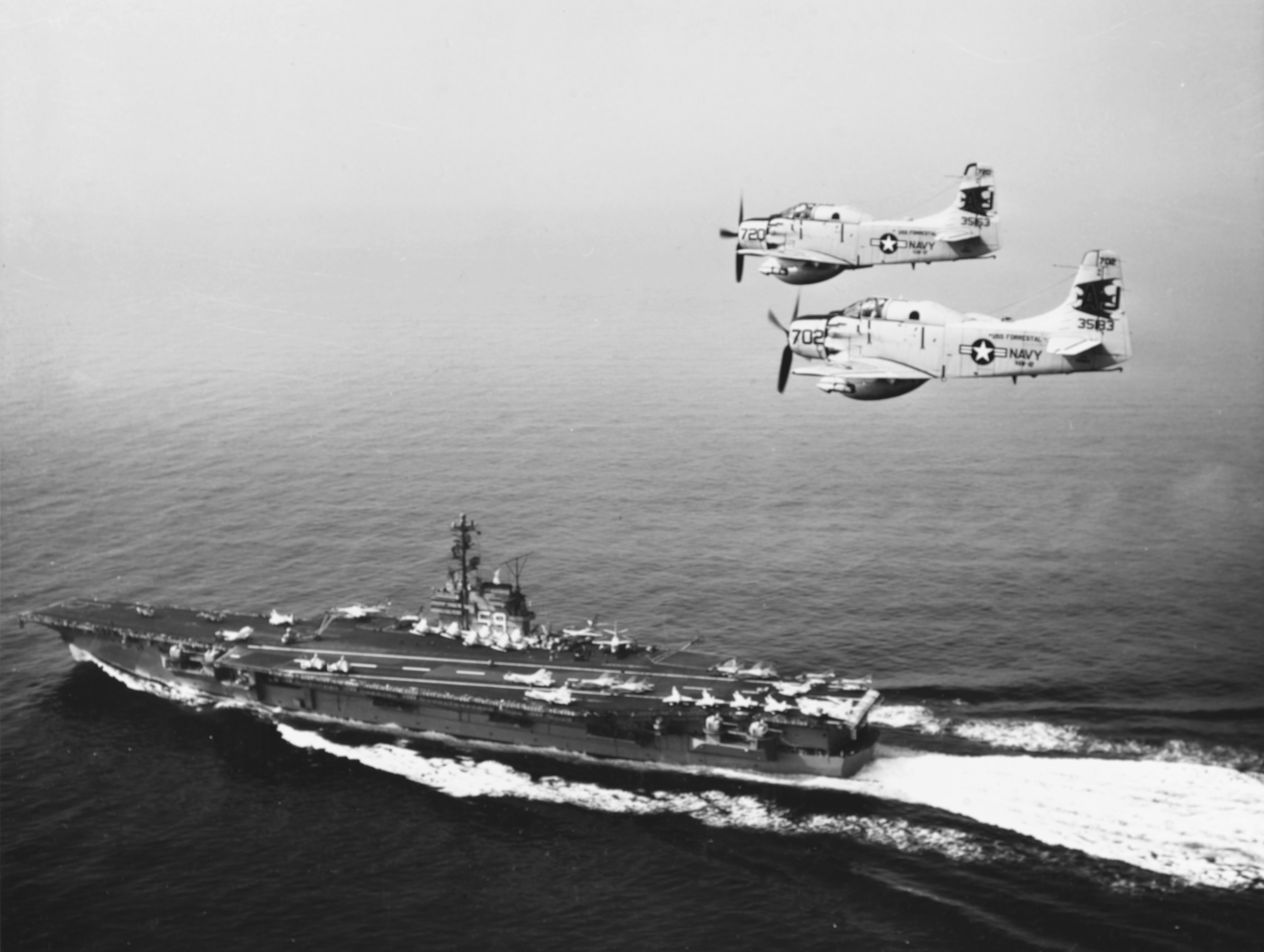
フォレスタル CVA-59
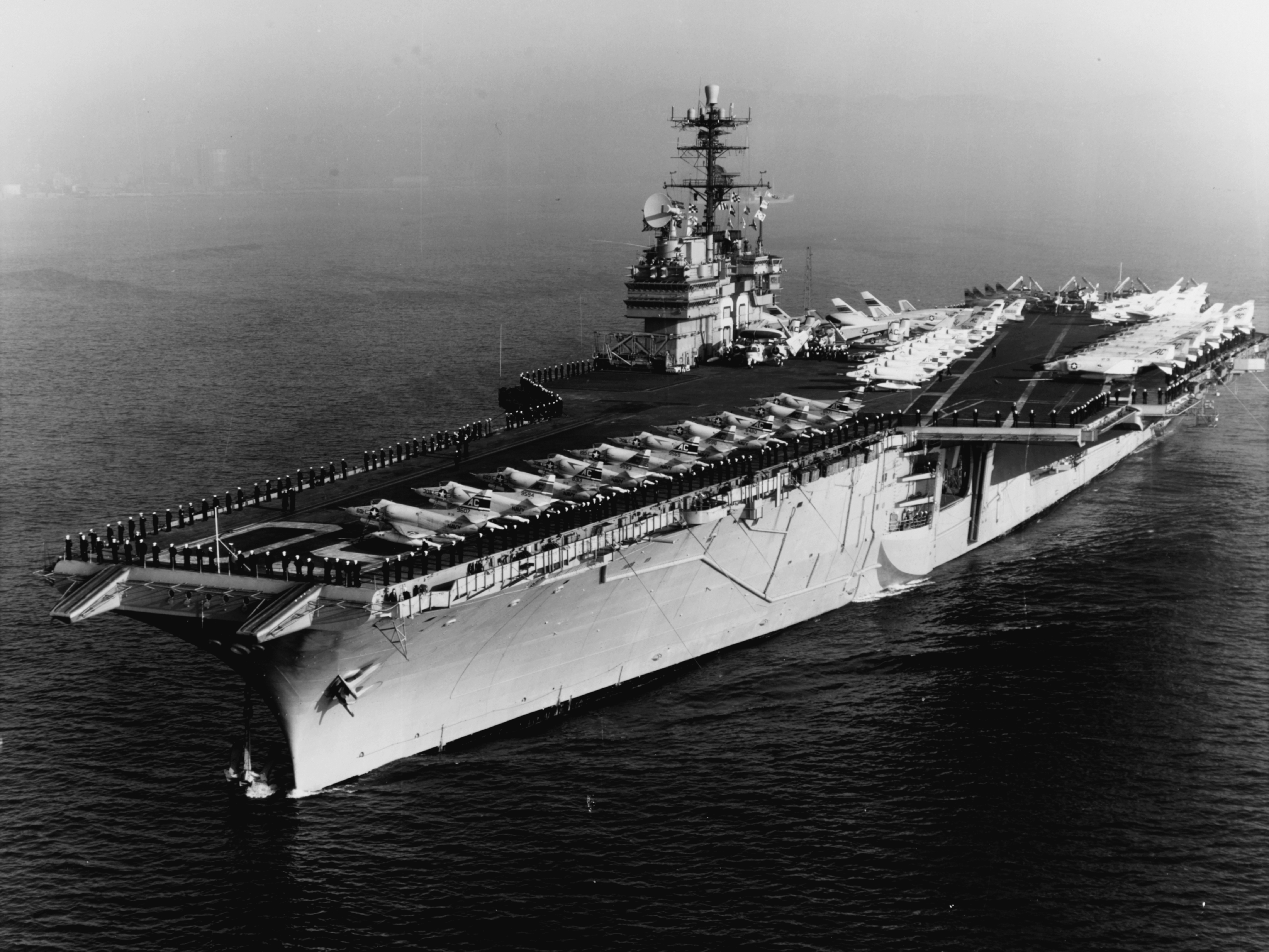
サラトガ CVA-60
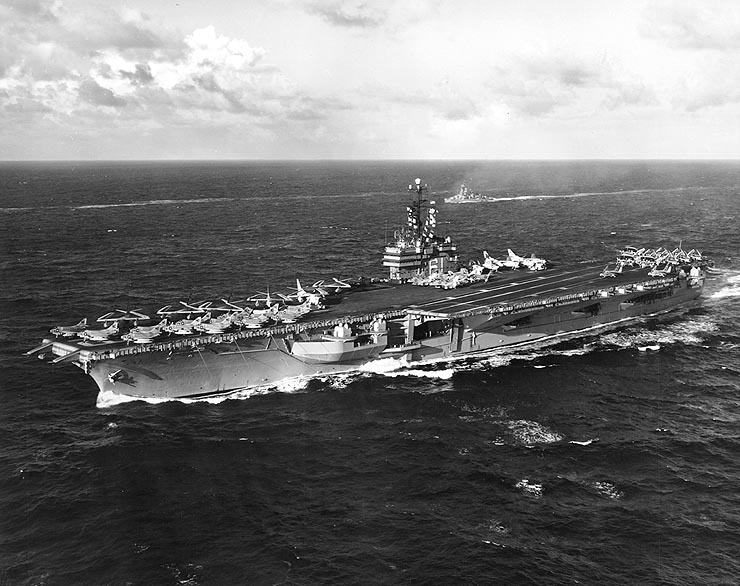
レンジャー CVA-61
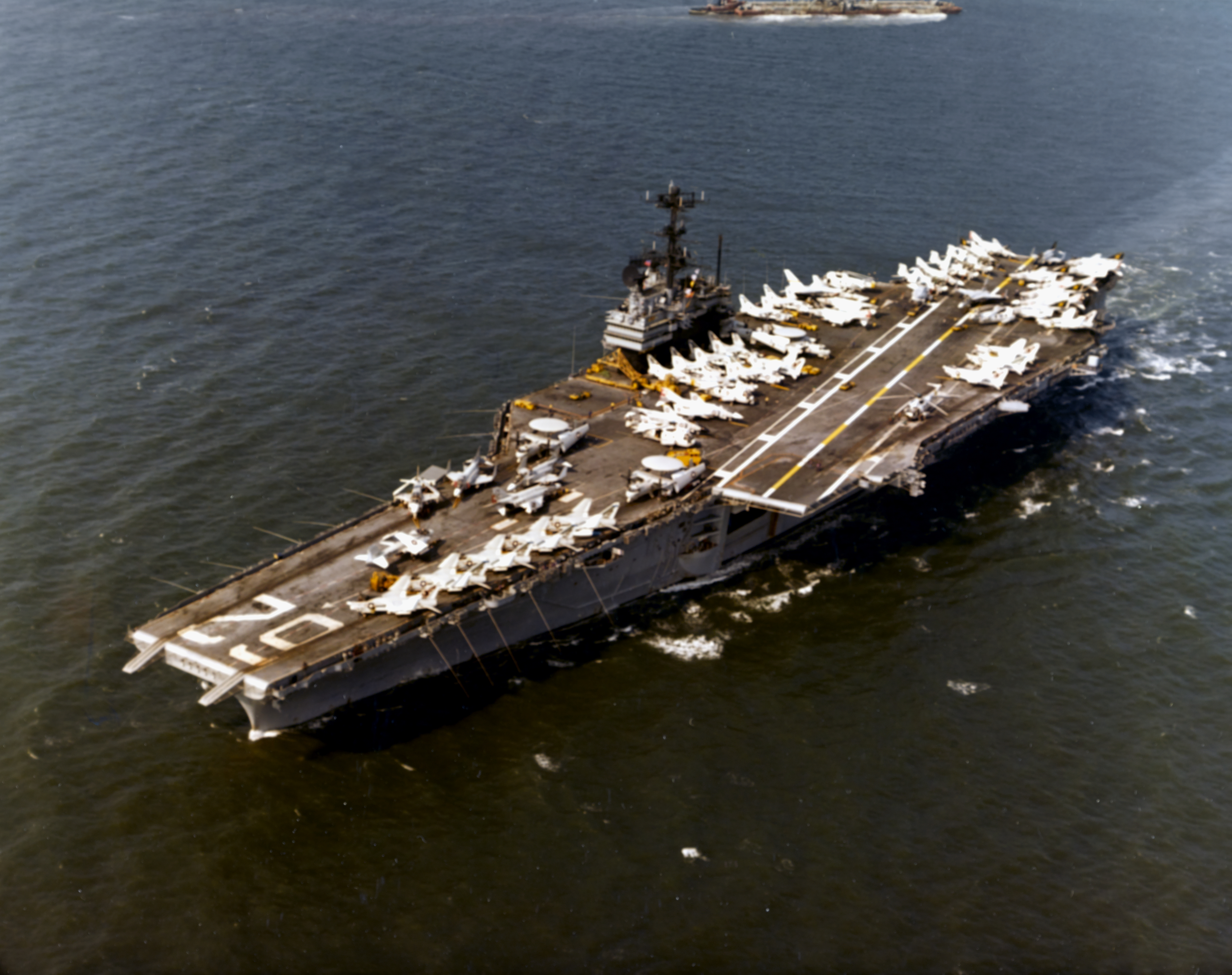
インディペンデンス CVA-62

## 登場作品

### 映画
『イントルーダー 怒りの翼』
「インディペンデンス」が登場。主人公たちが所属する部隊の母艦となっており、実際の「インディペンデンス」の艦上・艦内で撮影が行なわれている。
『スタートレックIV 故郷への長い道』
「レンジャー」が、原子力空母「エンタープライズ」として登場。本来は「エンタープライズ」の実艦が登場する予定だったが、「エンタープライズ」が急遽作戦行動に入ったことで撮影が出来なくなったために、代役を務めた。
『トップガン』
「レンジャー」が、作中の航空母艦「エンタープライズ」として登場した際のシーン撮影に使用されている。

### アニメ・漫画
『ヱヴァンゲリヲン新劇場版:Q』
ヴィレの艦隊に数隻が登場している。そのうち一隻は艦番号62が確認できる。
数機のSu-34を搭載しているが、フライトデッキの大部分はヴンダー起動用のリアクターやケーブルで覆われている。
『シン・エヴァンゲリオン劇場版𝄇』
冒頭のパリ・カチコミ完了後に補給担当艦船としてユーロネルフ施設にヴンダーから展開している。特報でも艦番号62の艦艇が確認できる。
『勇者王ガオガイガー』
「インディペンデンス」が登場。TVシリーズ第39話にて、横須賀沖に航行中の当艦が耳原種に取り込まれている。尚、劇中での呼称は練習用空母となっている。

### 小説
『WORLD WAR Z』
「サラトガ」が登場。すでに退役していたが、ゾンビ戦争勃発を受けて急遽外洋に曳航されて難民船となり、その後は国連本部が設置される。
『征途』
「インディペンデンス」が登場。統一戦争緒戦において国後近海に展開していたところ奇襲を受け、日本民主主義人民共和国（北日本）赤衛艦隊所属の八月十五日級攻撃型原潜「真岡」から放たれた反応弾頭型SS-NJ-22巡航ミサイルの直撃を受け撃沈される。
『遙かなる星』
「インディペンデンス」が登場。米ソ核戦争と化した第三次世界大戦の終結後、崩壊したアメリカへの復興援助を対価に日本が購入。海上自衛隊に編入され、航空護衛艦「ほうしょう」として就役する。

### ゲーム
『鋼鉄の咆哮シリーズ』
PS2版である鋼鉄の咆哮2 ウォーシップガンナーと鋼鉄の咆哮2 ウォーシップコマンダーに敵艦として登場。
『紺碧の艦隊2 ADVANCE』
アメリカの空母として登場。搭載機数こそ95機とミッドウェー級を下回るが、艦対空ミサイルを搭載している。

### 切手
1992年にパラオとミクロネシア連邦が共同で発行した砂漠の嵐作戦参加艦船シリーズで、「レンジャー」がパラオの20セント切手として写真があしらわれた切手が発行された。